# Burbuja de la NBA de 2020

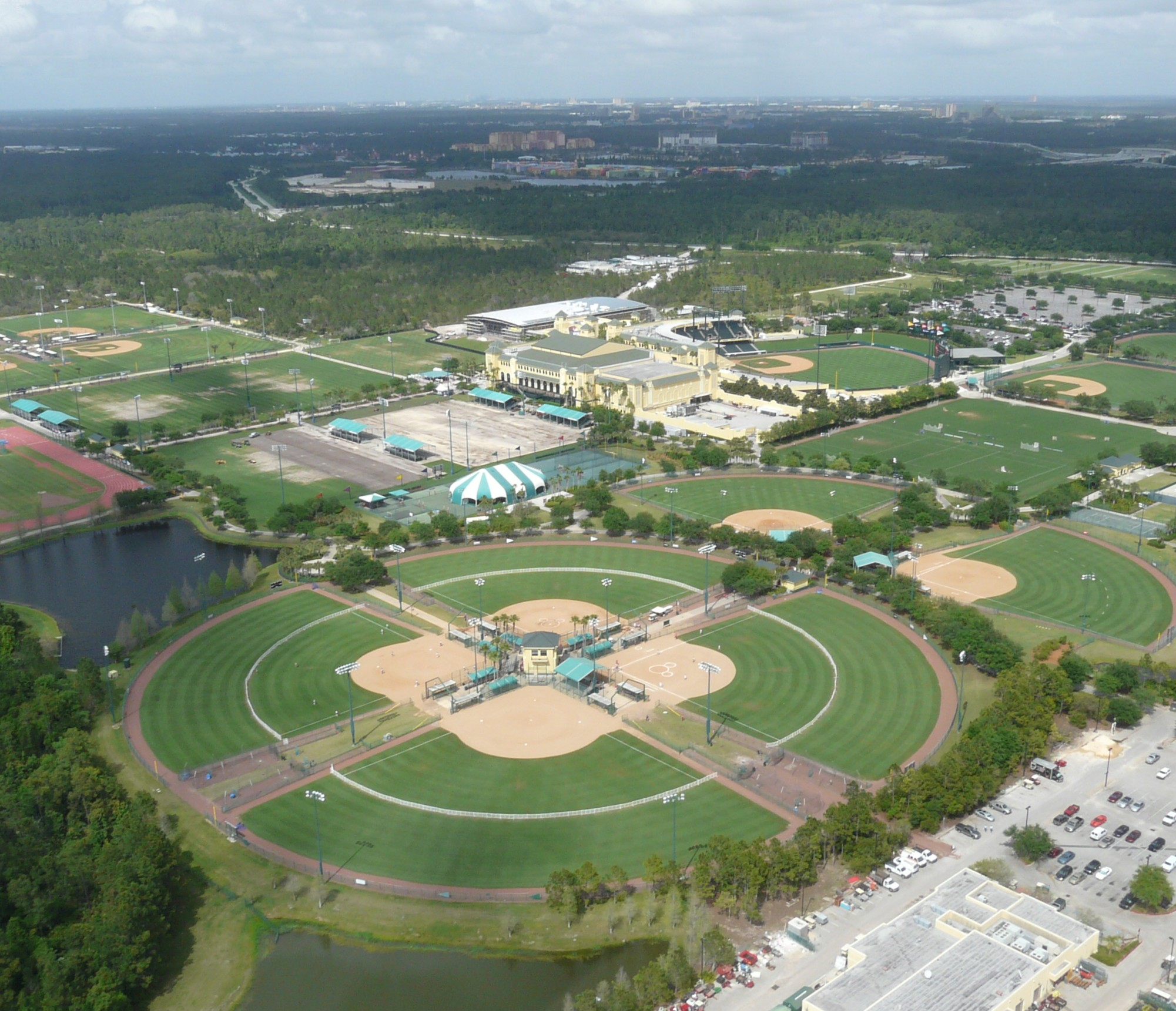
Vista aérea del complejo ESPN Wide World of Sports en Walt Disney World, sitio de la burbuja de la NBA

La burbuja de la NBA, también conocida como la burbuja de Disney o la burbuja de Orlando, fue la zona de aislamiento en Walt Disney World en Bay Lake, Florida, Estados Unidos (cerca de Orlando), que fue creada por la NBA para proteger a sus jugadores de la pandemia de COVID-19 durante los últimos 8 juegos de la temporada regular 2019-20 y durante los playoffs de la NBA de 2020. Se invitó a participar a 22 de los 30 equipos de la NBA, y los juegos se llevaron a cabo a puerta cerrada en el complejo ESPN Wide World of Sports, con los equipos siendo alojados en los hoteles de Disney World.
La burbuja fue una inversión de 190 millones de dólares de la NBA para proteger su temporada 2019-20, que inicialmente fue suspendida por la pandemia el 11 de marzo de 2020. La burbuja recuperó unos ingresos estimados de 1.500 millones de dólares. En junio, la NBA aprobó el plan para reanudar la temporada en Disney World, invitando a los 22 equipos que estaban a seis juegos de un lugar en los playoffs cuando se suspendió la temporada. Aunque inicialmente recibieron una reacción mixta de jugadores y entrenadores, los equipos trabajaron juntos para usar la burbuja como plataforma para el movimiento Black Lives Matter.
Dado que los fanáticos no pudieron asistir en persona, la NBA instaló pantallas de 5.2 m en las canchas para mostrar contenido multimedia y un mosaico de espectadores virtuales impulsados por Microsoft Teams.
Después de jugar 3 partidos de exhibición dentro de la burbuja a fines de julio, los equipos invitados jugaron 8 juegos adicionales de temporada regular para determinar la clasificación de los playoffs. Los playoffs comenzaron el 17 de agosto y las Finales de la NBA comenzaron el 30 de septiembre. La temporada terminó el 11 de octubre cuando Los Angeles Lakers derrotaron a Miami Heat en 6 partidos. Desde el comienzo de la reanudada temporada 2019-20 hasta el final de las Finales de la NBA, la NBA terminó sin casos registrados de COVID-19 para los equipos que participaron en la burbuja.
La burbuja de la NBA de una forma u otra se ha convertido en un plan de contingencia para la NBA en futuras pandemias o brotes importantes de enfermedades.

## Reglas
La NBA produjo un libro de reglas para proteger a sus jugadores en un intento por salvar el resto de la temporada. Las reglas incluían períodos de aislamiento, requisitos de prueba y la posibilidad de sanciones financieras. Cualquier jugador sujeto a períodos de aislamiento cuando se programó un juego tuvo que renunciar a participar en el juego para completar su aislamiento. La NBA tenía una línea directa que permitía a las personas denunciar de forma anónima a los jugadores que infringían las reglas de la burbuja, a la que los jugadores se referían como la "línea directa de soplones".

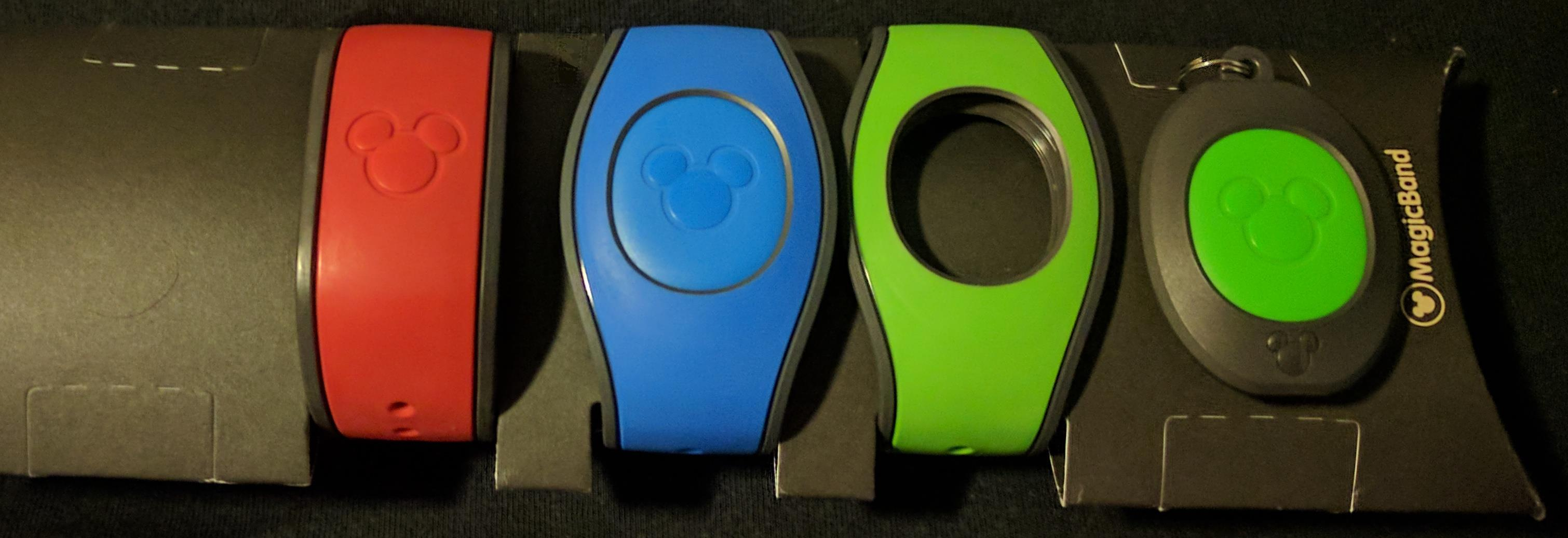
Ejemplos de MagicBands, usados en la burbuja para registro y rastreo de contactos

Los jugadores siempre tenían que usar máscaras, con excepción de comer y hacer ejercicio. Además, el personal que trabajaba en estas instalaciones tenía que usar máscaras y guantes en todo momento, aunque no se requería que el personal se pusiera en cuarentena. Los jugadores no estaban obligados a unirse a la burbuja, y al menos 10 jugadores se negaron a unirse a sus equipos. A nadie se le permitió recibir invitados y toda la comida se preparó dentro de la burbuja. Solo 4 jugadores fueron citados por violar las reglas de la burbuja: Lou Williams, Richaun Holmes, Bruno Caboclo y Danuel House.
Los brazaletes MagicBands (dotados con RFID), que normalmente se usan en Walt Disney World para las llaves del hotel y otras funciones de admisión y personalización en las atracciones de los parques temáticos, se utilizaron como un mecanismo de registro y rastreo de contactos, y podrían usarse para restringir el acceso a las instalaciones de práctica y tribunales si uno no ha completado una revisión diaria de control de la salud.

## Impacto en la producción de medios
La televisora ESPN, en asociación con la NBA y Turner, instaló una infraestructura de más de 100 cámaras alrededor de las tres arenas que se utilizan en el complejo ESPN Wide World of Sports. Las transmisiones nacionales también tenían cámaras adicionales para proporcionar nuevos ángulos, incluida una "cámara de riel" en el costado de la cancha y cámaras de línea de tiros libres. El personal de producción de ESPN y Turner y algunos presentadores en directo estuvieron presentes dentro de la "burbuja". ESPN y Turner tuvieron muchos narradores y comentaristas físicamente presentes para transmitir juegos en la burbuja. Para las emisoras regionales, las transmisiones en vivo se enviaron a sus respectivos estudios para llamadas y retransmisiones.

## Eficacia
La burbuja demostró ser extremadamente eficaz para prevenir la propagación de COVID-19. Antes de la reanudación del juego el 30 de julio, hubo 2 semanas consecutivas en las que ningún jugador dio positivo por COVID-19.
Esta racha continuó después de que se reanudó la actividad, con 5 semanas consecutivas en las que ningún jugador dio positivo por COVID-19 a partir del 19 de agosto. A partir del 31 de agosto, los jugadores pudieron pagar por una habitación. Los familiares y amigos con prueba de una relación duradera con el jugador podían permanecer en la habitación y ponerse en cuarentena a su llegada durante una semana.
El 11 de octubre, la temporada concluyó sin casos de COVID-19 en la burbuja durante toda su duración.